# Abisara dewitzi
Abisara dewitzi é uma borboleta da família Riodinidae. Ela pode ser encontrada na República Democrática do Congo (Sankuru, Lomami e Lualaba), no noroeste da Zâmbia e, possivelmente, Angola. O habitat natural desta borboleta localiza-se em florestas.
As larvas, provavelmente, alimentam-se de espécies Maesa.